# Velika nagrada Nîmesa
Velika nagrada Nîmesa je bila avtomobilistična dirka za Veliko nagrado, ki je med letoma 1932 in 1947 trikrat potekala v francoskem mestu Nîmes. 

## Zmagovalci
| Leto | Zmagovalec       | Konstruktor | Dirkališče | Poročilo |
| ---- | ---------------- | ----------- | ---------- | -------- |
| 1947 | Luigi Villoresi  | Maserati    | Nîmes      | Poročilo |
| 1933 | Tazio Nuvolari   | Alfa Romeo  | Nîmes      | Poročilo |
| 1932 | Benoit Falchetto | Bugatti     | Nîmes      | Poročilo |